# Mesoleius ater
Mesoleius ater är en stekelart som beskrevs av Dmitriy R. Kasparyan 2001. Mesoleius ater ingår i släktet Mesoleius och familjen brokparasitsteklar. Inga underarter finns listade i Catalogue of Life.